# Братусь, Сергей Никитич
Серге́й Ники́тич Брату́сь (6 (19) октября 1904, Конотоп — 26 января 1997, Москва) — советский и российский юрист, учёный-правовед, специалист по гражданскому праву. Доктор юридических наук, профессор (1943). Заслуженный деятель науки РСФСР (1960).

## Биография
- 1926 год — окончил Киевский институт народного хозяйства (юридический факультет).
- 1927—1928 гг. — работа в нотариальной конторе Киева, одновременно — преподавание в ряде киевских ВУЗов.
- 1931—1935 гг. — на преподавательской работе в ВУЗах Казани и Ленинграда.
- В 1936 году поступил на работу во Всесоюзный институт юридических наук НКЮ СССР (ныне — Институт законодательства и сравнительного правоведения при Правительстве РФ), где проработал на различных должностях до своей смерти (в том числе, в 1963—1969 гг. был директором данного института).
- В 1943 году защитил диссертацию доктора юридических наук по теме: «Юридические лица в советском гражданском праве. Понятие, виды, государственные юридические лица».
- В 1953—1958 гг. являлся заместителем главного редактора журнала «Советское государство и право». Член КПСС (с 1954 года).
- Входил в состав Морской арбитражной и Внешнеторговой арбитражной комиссий (в последней являлся председателем) при Всесоюзной торговой палате.
- Умер в Москве 26 января 1997; похоронен на Троекуровском кладбище[3].

## Научная деятельность
Научные интересы С. Н. Братуся были сосредоточены на проблемах советского гражданского права. В частности, в круг его интересов входили такие вопросы как природа и статус юридических лиц (Братусь отрицал т. н. «хозяйственно-правовую концепцию» юридического лица, противопоставляя ей «теорию коллектива»), система и структура гражданского права (Братусь выступал против обособления хозяйственного права как самостоятельной отрасли), проблемы юридической ответственности (Братусь полагал, что сущность юридической ответственности заключается в государственном принуждении, отрицая таким образом концепцию «позитивной юридической ответственности»). Интересовали учёного также и некоторые вопросы общей теории государства и права, в частности, систематизация и кодификация законодательства.
С. Н. Братусь — автор более 200 научных трудов, наибольшую известность из которых получили следующие:
- Юридические лица в советском гражданском праве (М., 1947)
- Субъекты гражданского права (М.,1950)
- Вопросы хозяйственного договора (М., 1954) (в соавт.)
- Предмет и система советского гражданского права (М., 1963)
- Общая теория советского права (М., 1966) (в соавт.)
- Юридическая ответственность и законность (М., 1976)
- Теоретические вопросы систематизации советского законодательства" (1962) (ред.)

Автор и соавтор многочисленных учебников по гражданскому праву и комментариев к гражданскому законодательству.

## Семья
Жена — Рахиль Лазаревна Эдельштейн-Братусь (25.06.1914 — 01.07.2001, Москва) — учёный-правовед, ученица профессора С. В. Юшкова, работала юрисконсультом в системе здравоохранения.
Сыновья:
- Лель Сергеевич Братусь (род.1932) — юрист, управляющий делами Общества «Россия — Германия»[4].
- Александр Сергеевич Братусь (род. 1940) — доктор физико-математических наук, профессор ВМК МГУ[5].
- Борис Сергеевич Братусь (род. 1945) — доктор психологических наук, профессор, член-корр. РАО, заведующий кафедрой общей психологии факультета психологии МГУ[6].